# الكأس الممتاز الليبي 2004
بطولة الكأس الممتاز الليبي 2004 هي النسخة الثامنة من بطولة الكأس الممتاز الليبي، والنسخة السابعة من البطولة التي تقام بنظام المباراة الواحدة، وقد فاز فيها نادي الاتحاد برابع كأسٍ كأسٍ له وهو ثالث فوز له على التوالي. أقيمت هذه البطولة بين نادي الأولمبي بطل الدوري الليبي الممتاز ونادي الاتحاد بطل كأس الفاتح، وقد لُعبت المباراة على ملعب 11 يونيو في يوم 27 أغسطس 2003 وانتهت بفوز الاتحاد على الأولمبي بنتيجة 5–2، أنهى الأولمبي المباراة بتسعة لاعبين، فطرد كل من: نادر كارة؛ لخلع قميصه بعد تسجيل الهدفين، ويونس الشيباني؛ بسبب تدخله السيئ.

## المباراة
| الأولمبي                                       | 2–5 | الاتحاد                                                         |
| ---------------------------------------------- | --- | --------------------------------------------------------------- |
| نادر كارة 21'، 68' 21' 68' · يونس الشيباني 33' |     | هيثم أبو شاح 41'، 43' · ارحومة 74' · الحمادي 76' · الترهوني 89' |